# Vàng kiêng
Vàng kiêng (danh pháp khoa học: Neonauclea purpurea) là một loài thực vật có hoa trong họ Thiến thảo. Loài này được (Roxb.) Merr. mô tả khoa học đầu tiên năm 1917.